# Bakhmach
Bakhmach (tiếng Ukraina: Бахмач) là một thành phố của Ukraina. Thành phố này thuộc tỉnh Chernihiv. Thành phố này có diện tích 18 km2, dân số theo điều tra dân số năm 2001 là 20332 người.